# ۲۰۸۱ (فیلم)
«۲۰۸۱» (انگلیسی: 2081 (film)) فیلمی در ژانر علمی–تخیلی است که در سال ۲۰۰۹ منتشر شد. از بازیگران آن می‌توان به جیمز کازمو، جولی هاگرتی، و آرمی هامر اشاره کرد.